# A bosszú álarca
A bosszú álarca (eredeti cím: El Rostro de Analía) 2008 és 2009 között vetített amerikai telenovella, amit Humberto "Kiko" Olivieri alkotott. A főbb szerepekben Elizabeth Gutierrez, Martín Karpan, Maritza Rodríguez, Gaby Espino és Gabriel Porras látható.
Amerikában a Telemundo 2008. október 20-án, Magyarországon a Cool TV 2009. augusztus 20-án mutatta be.

## Történet
Mariana Andrade (Gaby Espino) egy gazdag nő, aki az Angel légitársaság vezetője. Férje Daniel Montiel (Martín Karpan) viszont megcsalja őt, unokatestvérével Sara Andradéval (Maritza Rodríguez). Amikor erről legjobb barátnője, Isabel Martínez (Karla Monroig) bizonyítékokat is szerez és ezeket megmutatja neki, leissza magát és jól összeveszik a férjével. Autóba ül és elhajt, útközben egy nő állítja meg pisztollyal a kezében akit Analíának (Elizabeth Gutiérrez) hívnak, és azt a feladatot kapta Ricky Montánától (Gabriel Porras), hogy ölje meg. De hiába mondja a részeg Marianának, hogy nem akarja megölni, nem hisz neki, és a gázra taposva nagy sebességnél balesetet szenvednek. A balesetet Dr. Armando Rivera (Daniel Lugo) professzor és asszisztense Dr. Roberto Quijano (Jorge Consejo) látja és csak egy összeégett testet találnak. Daniel amikor értesül felesége haláláról, teljesen összetörik, szakít Saraval és ezután példás családapaként egyedül neveli kislányát Adrianát (Daniela Nieves). A professzornak 4 évig tartó, műtétsorozat után, sikerül visszaadnia Mariana régi külsejét. De sajnos hiba csúszik, a számításaiba ugyanis kiderül, hogy helytelenül azonosította Marinanát, és nem az ő saját arcát, hanem Analía arcát adta neki. Így lesz Marianából Analía. De mivel Mariana teljes amnéziában szenved, nem ismeri saját múltját és azt se ki ő, így a professzor az Ana Rivera nevet adja neki. Amikor a professzor, kisebb nyomozás után kideríti Analía veszélyes életet élt, úgy dönt nem engedi ki a házból az emberek közé, hogy megvédje őt. De egy nap Ana kimerészkedik, és találkozik Danielel. És bár egyikük sem ismeri meg a másikat, vonzódni kezdenek egymáshoz.

## Szereposztás
| Szerep                                  | Színész                 | Magyar hang             |
| --------------------------------------- | ----------------------- | ----------------------- |
| Ana Lucía "Analía" Moncada              | Elizabeth Gutiérrez     | Solecki Janka           |
| Mariana Andrade Rodríguez de Montiel    | Elizabeth Gutiérrez     | Solecki Janka           |
| Daniel Montiel                          | Martín Karpan           | Láng Balázs             |
| Sara Andrade                            | Maritza Rodríguez       | Agócs Judit             |
| Mariana Andrade Rodríguez de Montiel    | Gaby Espino             | F. Nagy Eszter          |
| Ana Lucía "Analía" Moncada              | Gaby Espino             | F. Nagy Eszter          |
| Ricardo "Ricky" Montana                 | Gabriel Porras          | Tóth Roland             |
| Isabel Martínez Giraldo                 | Karla Monroig           | Dudás Eszter            |
| Camila Moncada                          | Ximena Duque            | Vadász Bea              |
| Carmen Rodríguez de Andrade "La Griega" | Zully Montero           | Menszátor Magdolna      |
| Olga Palacios                           | Elluz Peraza            | Kocsis Judit            |
| Nelson Lares százados                   | Flavio Caballero        | Csuha Lajos             |
| Agustina Moncada                        | Flor Núñez              | Némedi Mari             |
| Dr. Armando Rivera                      | Daniel Lugo             | Barbinek Péter          |
| Yoya                                    | Chela Arias             | Kassai Ilona            |
| Jimena Montiel                          | Daniela Nieves          | Talmács Márta           |
| Ernesto Andrade                         | Germán Barrios          | Kajtár Róbert           |
| Dr. Roberto Quijano                     | Jorge Consejo           | Sörös Miklós            |
| Benito Santoya atya                     | Andrés García jr.       | Maday Gábor             |
| Mauricio Montiel                        | José Guillermo Cortines | Bodrogi Attila          |
| Cristóbal Colón                         | Pedro Moreno            | Bor László              |
| Nieves                                  | Álvaro Ruíz             | Balázsi Gyula (1. hang) |
| Nieves                                  | Álvaro Ruíz             | Forró István (2. hang)  |
| Rene                                    | Gustavo Franco          | Bardóczy Attila         |
| Alfonso Romero "Chino"                  | Víctor Corona           | Papucsek Vilmos         |
| Dionisia Valdéz                         | Alba Raquel Barros      | Csizmadia Gabi          |
| Miguel Andrade Palacios                 | Alejandro Chabán        | Előd Botond             |
| Jasmin                                  | Angie Russian           | Szabó Zselyke           |
| Celestino Camacho ügyvéd                | Manolo Coego            | Kapácsy Miklós          |
| Brown nyomozó                           | William Colmenares      | Bolla Róbert            |
| Pamela Duarte                           | Miriam Henríquez        | Koffler Gizella         |
| Antonia Valdéz                          | Alcira Gil              | Bessenyei Emma          |
| Aguirre                                 | Raúl Izaguirre          | Orosz István            |
| Chaniqua Duarte                         | Jacqueline Márquez      | Martin Adél             |